# چشم بیوه
چشم بیوه (انگلیسی: Eye of the Widow؛ ‏فرانسوی: SAS: L'Œil de la veuve‎) یک فیلم اکشن فرانسوی-آمریکایی است که در سال ۱۹۹۱ منتشر شد.

## بازیگران
- اف. موری آبراهام
- بن کراس
- ریچارد یونگ
- پال ال. اسمیت
- پاتریک مکنی
- آهارون ایپاله
- نبیله خاشقجی
- کن کیرزینگر
- جفری نردلینگ
- گرگوری دارک
- مل فرر